# Die Schnitter (Band)
Die Schnitter sind eine Band aus Kassel.

## Geschichte
Die Band wurde 1996 in Kassel gegründet. In wechselnder Besetzung ging sie seitdem auf Tournee. Um 2000 hatte sie ihre größten Erfolge und galt als musikalisch prägend für deutschsprachige Musik des Folk-Rock Genres. Die Band hatte bisher mehr als 500 Auftritte.
2007 kündigte die Band an, das Projekt aus Zeitgründen vorerst nicht weiter zu verfolgen.
Anlässlich der 20-jährigen Bandgründung vereinigten sich der Filmemacher und Gitarrist Ralf Kemper, die Violinistin Kathrin Heiß, der Schlagzeuger Tino Rakut und der Bassist Rainer Zastrutzki wieder.

## Stil
Die Band spielt deutschsprachigen Folk-Punk und Folk-Rock. Neben Eigenkompositionen interpretierten Die Schnitter traditionelle deutsche Volks- und Widerstandslieder aus Bauernkrieg, Weberaufstand und Vormärz und Arbeiterlieder.

## Diskografie
- 1997: Mähdrescher (costbar records)
- 1998: Arg (costbar records)
- 2000: Saat und Ernte (costbar records)
- 2002: Fegefeuer (costbar records)
- 2004: Orange (costbar records)